# Charles Vintcent
Charles Henry Vintcent (* 2. September 1866 in Mossel Bay, Kapkolonie; † 28. September 1943 in George, Südafrikanische Union) war ein südafrikanischer Cricketspieler, der zwischen 1889 und 1892 für die südafrikanische Nationalmannschaft spielte.

## Aktive Karriere
Vintcent gab sein First-Class-Debüt in der Saison 1888/89. In der Folge spielte er unter anderem für Transvaal. Als England in der Saison 1888/89 nach Südafrika kam, war er Teil der beiden Tests der Tour. Dabei erzielte er im zweiten Test 3 Wickets für 88 Runs. Drei Jahre später kam England erneut nach Südafrika, wo er seinen letzten Test für Südafrika bestritt. Sein letztes First-Class-Spiel erfolgte in der Saison 1904/05.

## Nach der aktiven Karriere
Vintcent verstarb im Alter von 77 Jahren im September 1943.